# Велика Ноля
Велика Но́ля (рос. Большая Ноля, марій. Кугу Ноля) — присілок у складі Медведевського району Марій Ел, Росія. Входить до складу Сидоровського сільського поселення.
У присілку народився Герой Радянського Союзу Шумельов Олександр Прокопович (1913-1945).

## Населення
Населення — 262 особи (2010; 301 у 2002).
Національний склад (станом на 2002 рік):
- лучні марійці — 76 %